# Экуок (Аляска)
Экуок (англ. Ekwok; юпик: Iquaq) — город в зоне переписи населения Диллингхем, штат Аляска, США. Население по данным переписи 2010 года составляет 115 человек.

## История
Экуок является старейшей непрерывно заселённой юпикской деревней на реке Нушагак.
С начала XX века до 1941 года почта доставлялась из Диллингхема на собачьих упряжках. В 1941 году здесь было открыто почтовое отделение. Раньше большая часть строений располагалась ближе к реке, однако после наводнений в начале 1960-х годов деревня была перенесена на современное местоположение. Город был инкорпорирован в 1974 году.

## География
Площадь города составляет 45,4 км², из них 42,1 км² — суша и 3,3 км² — водные поверхности. Расположен на реке Нушагак, примерно в 69 км к северо-востоку от города Диллингхем.

## Население
По данным переписи 2000 года, население города составляло 130 человек. Расовый состав: коренные американцы — 91,54 %; белые — 6,15 % и представители двух и более рас — 2,31 %.
Из 42 домашних хозяйств в 47,6 % — воспитывали детей в возрасте до 18 лет, 61,9 % представляли собой совместно проживающие супружеские пары, в 7,1 % семей женщины проживали без мужей, 28,6 % не имели семьи. 28,6 % от общего числа семей на момент переписи жили самостоятельно, при этом 4,8 % составили одинокие пожилые люди в возрасте 65 лет и старше. В среднем домашнее хозяйство ведут 3,10 человек, а средний размер семьи — 3,93 человек.
Доля лиц в возрасте младше 18 лет — 43,8 %; лиц в возрасте от 18 до 24 лет — 3,8 %; от 25 до 44 лет — 26,2 %; от 45 до 64 лет — 19,2 % и лиц старше 65 лет — 6,9 %. Средний возраст населения — 32 года. На каждые 100 женщин приходится 113,1 мужчин; на каждые 100 женщин в возрасте старше 18 лет — 114,7 мужчин.
Средний доход на совместное хозяйство — $16 250; средний доход на семью — $20 000. Средний доход на душу населения — $11 079.
Динамика численности населения города по годам:
| 1980 | 1990 | 2000 | 2010 |
| ---- | ---- | ---- | ---- |
| 77   | 77   | 130  | 115  |

## Транспорт
Город обслуживается аэропортом Экуок.